# Wo kommen die Löcher im Käse her –?
Wo kommen die Löcher im Käse her –? ist eine satirische Kurzgeschichte des Schriftstellers und Journalisten Kurt Tucholsky. Der Text wurde unter dem Pseudonym Peter Panter erstmals in der Vossischen Zeitung vom 29. August 1928 veröffentlicht.
An der ungeklärten Frage über die Herkunft der Löcher im Käse entzündet sich bei einer Zusammenkunft wohlhabender Bürger ein erbitterter Disput.

## Inhalt
Eine gutbürgerliche Familie gibt eine Abendgesellschaft. Ihre Kinder, darunter der Tobby genannte Sohn, erhalten daher vor dem Eintreffen der Gäste ihr Abendbrot und sollen danach zu Bett geschickt werden. Beim Abendessen stellt jedoch Tobby die titelgebende Frage, und die Mutter Margot kann diese Frage nicht beantworten – ihrer Ansicht nach habe ein Käse eben immer Löcher. Auch der soeben heimkommende Vater beantwortet die Frage nur unzureichend und ausweichend: Käse werde durch Gärung aus Butter und Milch feucht. Da der Sohn sich damit nicht zufriedengibt und mit Widerworten weiterhin auf seine Frage besteht, wird der Vater alsbald handgreiflich und gibt Tobby einen Katzenkopf.
Dessen Geschrei bekommt auch Onkel Adolf, der erste eintreffende Gast des Abends mit, der sich nach dem Grund für den Krach erkundigt, die Erklärung des Vaters belächelt und prompt die Löcher auf das im Käselaib vorhandene Casein zurückführt. Aber der mit seiner Frau Martha hinzukommende Rechtsanwalt Oskar stellt diese Aussage ebenfalls in Abrede, seine eigene Version, die die Ausdehnung des Käses durch Wärme benennt, findet bei Vater und Adolf jedoch gleichfalls nur Hohn und Spott.
So entwickelt sich eine Diskussion mit den weiteren Gästen Onkel Siegismund, Tante Jenny, Dr. Guggenheimer und Direktor Flackeland. Auch hier werden die jeweiligen Ausführungen – Siegismund denkt, der Käse ziehe sich bei der Gärung zusammen, Guggenheimer behauptet kategorisch, alle Hartkäse hätten Löcher, und Flackeland versteht die Löcher als „Zerfallsprodukte beim Gärungsprozeß“ – von den anderen bloß belächelt, sodass die erhitzten Gemüter beschließen, die Frage durch einen Blick in die Enzyklopädie in der Bibliothek der Gastgeber endgültig zu klären. Doch auch dies kann die Frage nicht beantworten, da die entscheidende Seite des Bandes herausgeschnitten wurde.
Aus gegenseitigen Vorwürfen entwickelt sich nun rasch ein ausgewachsener Streit um das Verhalten von Gästen und Gastgebern, der schließlich eskaliert und – so das Fazit der Geschichte – zu Privatklagen, Testamentsänderungen und Vertragskündigungen unter vormaligen Freunden und Geschäftspartnern führt. Nur Tobbys Frage nach der Herkunft der Löcher im Käse kann abschließend immer noch nicht beantwortet werden.

## Hintergrund
Dem Text vorangestellt ist ein Zitat von Alfred Polgar, in dem dieser seine Bildung mit Emmentaler vergleicht – sie bestehe hauptsächlich aus Löchern.
Im Text verarbeitet wird die Redewendung „Volk, steh auf, und Sturm, brich los!“ aus dem Gedicht Männer und Buben von Theodor Körner – hiermit wird satirisch der Aufbruch der Abendgesellschaft in die Bibliothek karikiert.
Für eine Erklärung des Sachverhalts zur Bildung von Löchern im Käse, siehe Käseherstellung#Löcher im Käse.

## Verarbeitung und Rezeption
Der knappe, prägnante Text wurde bereits mehrfach szenisch oder als Hörspiel verarbeitet, beispielsweise 1948 für RIAS unter der Regie von Friedrich Joloff (mit Willi Rose, Herbert Malsbender und Ilse Trautschold). Immer wieder aufgelegt, auch in digitaler Form, wird die klassische Einspielung der Lesung von Martin Held auf DECCA (Decca Records) aus dem Jahr 1959. Eine weitere aufgenommene und veröffentlichte Lesung des Textes stammt von Uwe Friedrichsen (2003). Daneben gab das Stück einem Bühnenprogramm des Schauspielers Markus Maria Winkler den Titel (2014).
1981 erschien beim Rowohlt Verlag eine Sammlung mit Kurzgeschichten und Glossen Tucholskys, die den Titel der Geschichte trug. Illustriert wurde diese Sammlung von Werner Klemke.